# Cantón de Diekirch
Diekirch (en luxemburgués Dikrech) es un cantón de Luxemburgo.

## Comunas

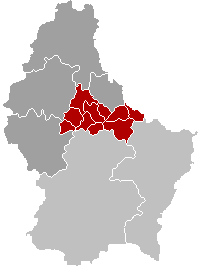
Comunas.

El cantón consta de diez comunas:
- Bettendorf
- Bourscheid
- Diekirch
- Erpeldange-sur-Sûre
- Ettelbruck
- Feulen
- Mertzig
- Reisdorf
- Schieren
- Vallée de l'Ernz

## Geografía
El cantón de Diekirch limita al norte con el cantón de Clervaux, al este con Alemania y con el cantón de Echternach, al sur con el cantón de Mersch y al oeste con los cantones de Redange y Wiltz.
- Datos: Q691842
- Multimedia: Canton of Diekirch / Q691842